# Michael Dudikoff
Michael Joseph Stephen Dudikoff Jr. (Redondo Beach, 8 de outubro de 1954) é um ex-modelo e ator norte-americano, com destaques em trabalhos realizados nas décadas de 1980 e 1990.

## Carreira
Para pagar os seus estudos na West High School, Dudikoff trabalhou como garçom no Beachbum Burt's, um badalado restaurante a beira do mar em Redondo Beach da década de 1970. Foi neste local que Max Evans, um editor de moda da "Esquire Magazine", convidou para que desfilasse num evento, e aceitando o convite, passou a realiza a tarefa com regularidade e não demorou muito para ser um dos contratados da "Mary Webb Davis Agency" de Los Angeles. No mundo da moda, realizou trabalhos para vários estilistas, incluindo Calvin Klein, e passou a atuar em comerciais de televisão, em anúncios para a Coppertone e Coca-Cola, entre outras empresas.
Em 1978, foi convidado para participar de um episódio do seriado Dallas e no ano seguinte, trabalhou em dois episódios de Happy Days. Seu primeiro longa metragem foi em The Black Marble, em 1980. Entre 1980 e 1984, participou de várias produções cinematográficas, fazendo papéis de coadjuvante em comédias ou dramas.
Em 1985, a Cannon Films estava procurando um substituto para o papel de protagonista num filme de ação, pois a primeira opção foi Chuck Norris, que recusou o convite. Depois de mais de 400 candidatos testados, Dudikoff foi o escolhido para ser o protagonista de American Ninja.
Com o sucesso de bilheteria do filme, Dudikoff foi alavancado a uma das principais contratações da Cannon, ao lado de Chuck Norris, Charles Bronson, Sho Kosugi e Jean-Claude Van Damme.
American Ninja tornou-se uma franquia e teve mais quatro filmes diretos e duas produções paralelas, com Dudikoff protagonizando três destes filmes: além do primeiro, atuou em American Ninja 2: The Confrontation e American Ninja 4: The Annihilation.
Com o estrelato em filmes de ação, passou a dedicar-se as artes marciais e para isso, contou com a ajuda do coreógrafo de lutas, Mike Stone, faixa preta e campeão no karatê, e Rorion Gracie, um dos criadores do UFC e Faixa Vermelha 9º grau em Jiu-jítsu brasileiro.
Nesta linha de filmes de ação, foi protagonista em Avenging Force, Platoon Leader, River of Death, Midnight Ride, The Human Shield, Rescue Me, Chain of Command, Soldier Boyz, Bounty Hunters, Strategic Command, Bounty Hunters 2: Hardball, The Shooter (filme de faroeste), Black Thunder, In Her Defense (filme de suspense), Fugitive Mind, entre outros.
A partir de 2002, seu nome deixou de ser lembrado para filmes de ação, assim como para qualquer outro tipo de produção. Sem contrato com estúdio cinematográfico, investiu seu tempo e dinheiro numa imobiliária, comprando casas antigas para reformar e revendendo com um bom lucro.
Voltou a atuar somente em 2013, em Zombie Break Room, uma série cômica para TV. Logo em seguia, ajudou a contar a história da Cannon Films em dois documentários: The Go-Go Boys: The Inside Story of Cannon Films e Electric Boogaloo: The Wild, Untold Story of Cannon Films, ambos em 2014.
Em 2015, voltou a a atuar em uma produção de zumbis, isso em Navy Seals vs. Zombies, um filme independente do gênero terror.
Entre 2018 e 2019, trabalhou em "Left Turn", "Landfill", "Green Valley" e "Fury of the Fist and the Golden Fleece".